# Karl Unverzagt
Karl Unverzagt (* 2. November 1915 in Grünstadt; † 19. Dezember 2007 ebenda) war ein deutscher Maler und Bildhauer. Er wohnte und arbeitete bis zu seinem Tod in seiner pfälzischen Geburtsstadt.

## Leben
1934 legte Unverzagt das Abitur ab. Bis 1936 absolvierte er die Meisterschule für Handwerker – Abteilung Malerei – in Kaiserslautern und bis 1937 die Akademie der Bildenden Künste in Karlsruhe. Als Soldat im Zweiten Weltkrieg ergänzte er im Heimaturlaub sein Studium an der Akademie der Bildenden Künste in München. 1943 geriet er in sowjetische Kriegsgefangenschaft. Dort beschäftigte er sich mit Kunst, wobei er wegen einer schweren Verwundung des rechten Armes gezwungen war, sich auf die linke Hand umzugewöhnen. Als er 1947 in die Freiheit entlassen wurde, brachte er, verborgen im Verband seines verletzten Armes, 30 Zeichnungen mit nach Hause, auf denen er todkranke Kameraden, einfache russische Bauern oder zufällige Passanten am Wegesrand festgehalten hatte.

## Werk
Ursprünglich vom gegenständlichen Zeichnen ausgehend, verlegte Unverzagt sich mehr und mehr auch auf Farbstrukturen und künstlerische Zufallsergebnisse. In so unterschiedlichen Techniken wie Aquarell- oder Acrylbild, Holz- oder Metallschnitt, Wandteppich und manchen anderen schuf er immer wieder überraschende und eindringliche Werke. Auch als Buchillustrator erwies er sich als einfühlsam und ideenreich. Ein weiterer Schwerpunkt war die Gestaltung von großformatigen Natursteinplatten als Glasurträger in von ihm entwickelten Gravur-, Ätz- und Oxidationsverfahren. Es gelang ihm, sowohl düstere Stimmungen wiederzugeben als auch mit Hilfe seiner leuchtstarken Farben die Heiterkeit der Vorderpfalz zu betonen.
Vor allem in seiner engeren Heimat und im südwestdeutschen Raum war Unverzagt mit der Fülle seiner etwa 11.000 Arbeiten präsent. Aber auch international, zunächst durch die Auseinandersetzung mit der Kunst Südeuropas und Afrikas, machte er sich einen Namen. In seinen letzten beiden Lebensjahrzehnten galt sein besonderes Interesse China, dessen Kunst er auf mehreren längeren Reisen studierte. Vor allem bei den dabei entstandenen Landschaftsbildern gelang es ihm, einen eigenen Stil zu entwickeln, der zwar die Grundsätze der chinesischen Malerei – das Fehlen von Schattenwurf und Perspektive – übernahm, jedoch nicht wie eine Kopie wirkte.

## Bedeutung und Ehrungen
Unverzagt, der sich 1969 als Künstler mit einer eigenen Werkstatt selbstständig machte, war Berater für den Aufbau der grafischen Sammlung der Pfalzgalerie, Mitglied im Vorstand der Arbeitsgemeinschaft Pfälzer Künstler und in Kaiserslautern Dozent an der Pfälzischen Ingenieurschule für Hoch- und Tiefbau sowie an der Pädagogischen Hochschule.
Mit seinen Kriegs- und Antikriegsbildern gilt er einer der wichtigsten künstlerischen Chronisten der Zeit des Zweiten Weltkriegs. Für seine Frühwerke erhielt er 1953 den damals zum ersten Mal vergebenen Pfalzpreis für Bildende Kunst des Bezirksverbandes Pfalz und wurde 1961 mit dem Graphikpreis des Deutschen Evangelischen Kirchentags ausgezeichnet. 1985 wurde ihm von seiner Heimatstadt die Ehrenbürgerschaft verliehen. Mehrmals durfte er auf dem historischen Hambacher Schloss, das wegen des Hambacher Festes von 1832 als Wiege der deutschen Demokratie gilt, ausstellen, zuletzt 2005 aus Anlass seines 90. Geburtstags mit teilweise im Jubiläumsjahr entstandenen Arbeiten, darunter großen mehrfarbigen Holzschnitten.

## Veröffentlichungen
- Karl Unverzagt. Verlag Pfälzische Landesgewerbeanstalt, 1957.[3]
- Mit Hans-Günther Hausen (Fotografie), Susanne Faschon (Text): Karl Unverzagt: Bildwand und Malerei. Pfälzische Verlagsanstalt, Landau/Pfalz 1985, ISBN 3-87629-097-X.
- Manfred Letzelter, Peter J. Russek, Landkreis Bad Dürkheim, Kreisverwaltung (Hrsg.): Karl Unverzagt: Katalog zur Ausstellung anlässlich der Vollendung des 70. Lebensjahres. Garamond-Verlag, Grünstadt (Pfalz) 1985, ISBN 3-922579-13-2.
- Mit Gerhart Faber, Jeanne Holly: Ich bin seiend: Eine meditative Lebensbetrachtung. MF Verlag, 1987.[3]
- Mit Susanne Faschon, Sigrid Feeser, Manfred Letzelter: Rußland 1941–1947 gezeichnet. Artcolor/Eggenkamp, Hamm Verlag, 1990.[3]
- Mit Manfred Letzelter, Karlheinz Schmeckenbecher: Der Landkreis Bad Dürkheim – Lebendige Tradition. Hans H. Englram Verlag, Haßloch 1994.[3]
- Gezogen und fliessend: Pinselzeichnungen. P. Petry Verlag, Viernheim 1994.
- Mit Susanne Faschon: Sommers Ende. Brandes & Apsel Verlag, Frankfurt 1998.[3]